# Maritime Fruit Carriers
Maritime Fruit Carriers (MFC; hebräisch הַחֶבְרָה הַיַּמִּית לְהוֹבָלַת פְּרִי בָּעָ״מ HaChevrah haJammīt ləHōvalat Prī BaʿA"M, deutsch ‚Maritime Gesellschaft zum Fruchttransport‘) war eine 1962 gegründete israelische Reederei zum Betrieb von Kühlschiffen. MFC bestellte mit Unterstützung des israelischen Staates bei nordeuropäischen Werften drei Kühlschiffsserien und mit norwegischen Werftsubventionen erfolgte der schnelle Aufbau einer großen Flotte von Kühlschiffen.

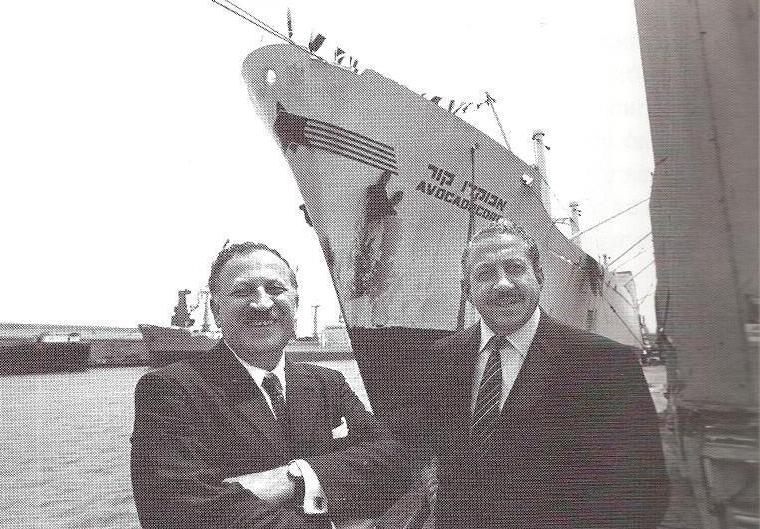
Jaʿaqov Meridor und Mila Brenner

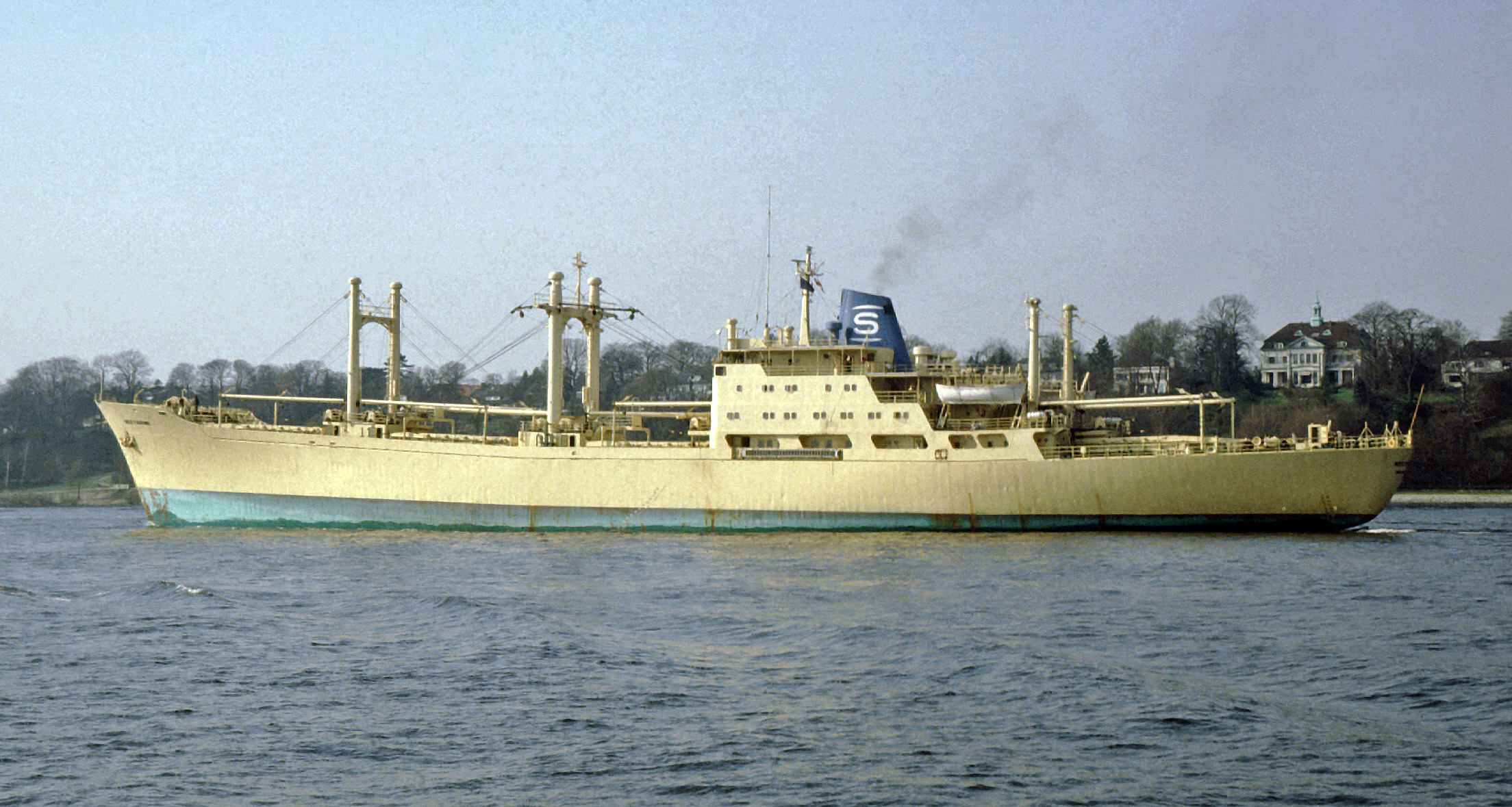
Nectarine vom Typ Core 1980 in Salén-Charter in Hamburg

## Geschichte
Der israelische Politiker und Mitglied der Likkud-Partei Jaʿaqov Meridor war Mitbegründer einer Firma, die Dosenfleisch nach Israel importierte. Die Firma geriet in finanzielle Schwierigkeiten und wurde von der israelischen Regierung aufgekauft. 1960 gründete Meridor mit Mila Brenner, einem Kapitän der Handelsmarine, die „Atlantic Fishing Company“ und begannen den Fischfang mit einem gebrauchten norwegischen Trawler. Nach zwei Jahren änderten sie das Firmenziel in Richtung Fruchttransport und agierten unter dem neuen Namen „Maritime Fruit Carriers Company Ltd.“ (MFC).
Zu dieser Zeit wuchs der Markt für hochseefähige Kühlschiffe, und in wenigen Jahren wurde mit wenig Eigenkapital, mit israelischen Staatssubventionen und mit norwegischen Werftsubventionen eine große Kühlschiffsflotte aufgebaut.

### Frigomaris Shipping
Viele MFC-Schiffe fuhren zeitweise unter deutscher Flagge, sieben der Schiffe wurden an die Frigomaris Kühlschiffs Reederei in Hamburg geliefert. „Frigomaris Shipping“ wurde 1970 als Kühlschiffsreederei gegründet und hieß ab 1987 „Ganymed Shipping“. Sie kümmerten sich um Betrieb und Management einer Flotte von konventionellen Kühlschiffen. Als „Bremer Bereederungsgesellschaft“ hat sich das Unternehmen später auf das Management von Containerschiffen spezialisiert. wurde 2002 mehrheitlich von, Conti erworben und übernahm zum Jahresbeginn 2003 sämtliche Management-Verträge von Ganymed und wurde damit zu deren Firmennachfolger.
Die von Intermare bestellten und über ein Steuerabschreibungskonzept der „Wirtschafts und Finanzberatungs GmbH“ finanzierten Schiffe wurden in der Presse als überteuert bezeichnet.
MFC machte mit diesen Schiffen besonders den anderen Charterreedereien wie Salen oder Lauritzen starke Konkurrenz. Zur besten Zeit betrieb MFC 42 Schiffe, Salen der bedeutendste Kühlschiffsoperator verfügte derzeit über etwa die doppelte Zahl an Kühlschiffen. Neben Salen war Lauritzen ein wichtiges unabhängiges Unternehmen im Kühlschiffsgeschäft und auch die Fruchtgesellschaften mit eigenen Kühlschiffen charterten bei diesen beiden Gesellschaften zusätzlich benötigte Kühlschiffe. Nach anfänglicher Zurückhaltung, die ersten frühen MFC-Angebote um 1963 hatte Salen noch ausgeschlagen, begann Salen Ende der 1960er Jahre die MFC -Schiffe für 15 Jahre zu chartern, auch damit sie nicht von anderer Seite genutzt werden konnten. Damit wurde außerdem die führende Stellung von Salén verstärkt.

### Ende von MFC
Mit dem Beginn der ersten Ölkrise stiegen die Bunkerkosten und MFC ging es besonders schlecht. MFC hatte sich auch im Tankermarkt engagiert, war stark verschuldet und konnte Bunkerrechnungen mehr bezahlen. Es kam zu Schiffspfändungen und Streiks der Seeleute, da die Reederei den Besatzungen keine Heuer mehr zahlte. Als Salen die Zeitcharterverträge kündigte, musste MFC Konkurs anmelden und die Schiffe wurden verkauft. Die meisten konnten auch nach dem Verkauf weiter von Salen beschäftigt werden.
Seine 13 unter britischer Flagge fahrenden Kühlschiffe versuchte MFC an Cunard Lines für 113 Millionen Dollar zu verkaufen. Letztlich wurden daraus zwölf Schiffe, von denen zwei an die Hamburger Firma W. Bruns & Co. gingen. Es handelte sich um die Maranga und die London Clipper, die in Brunsland bzw. Salinas umbenannt wurden.

## Kühlschiffe von Maritime Fruit Carriers

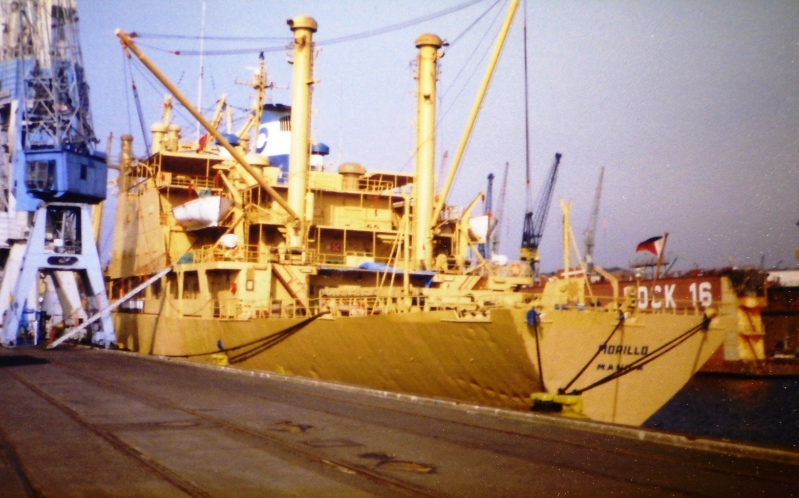
Kühlschiff Morillo vom Type Supercore in Hamburg

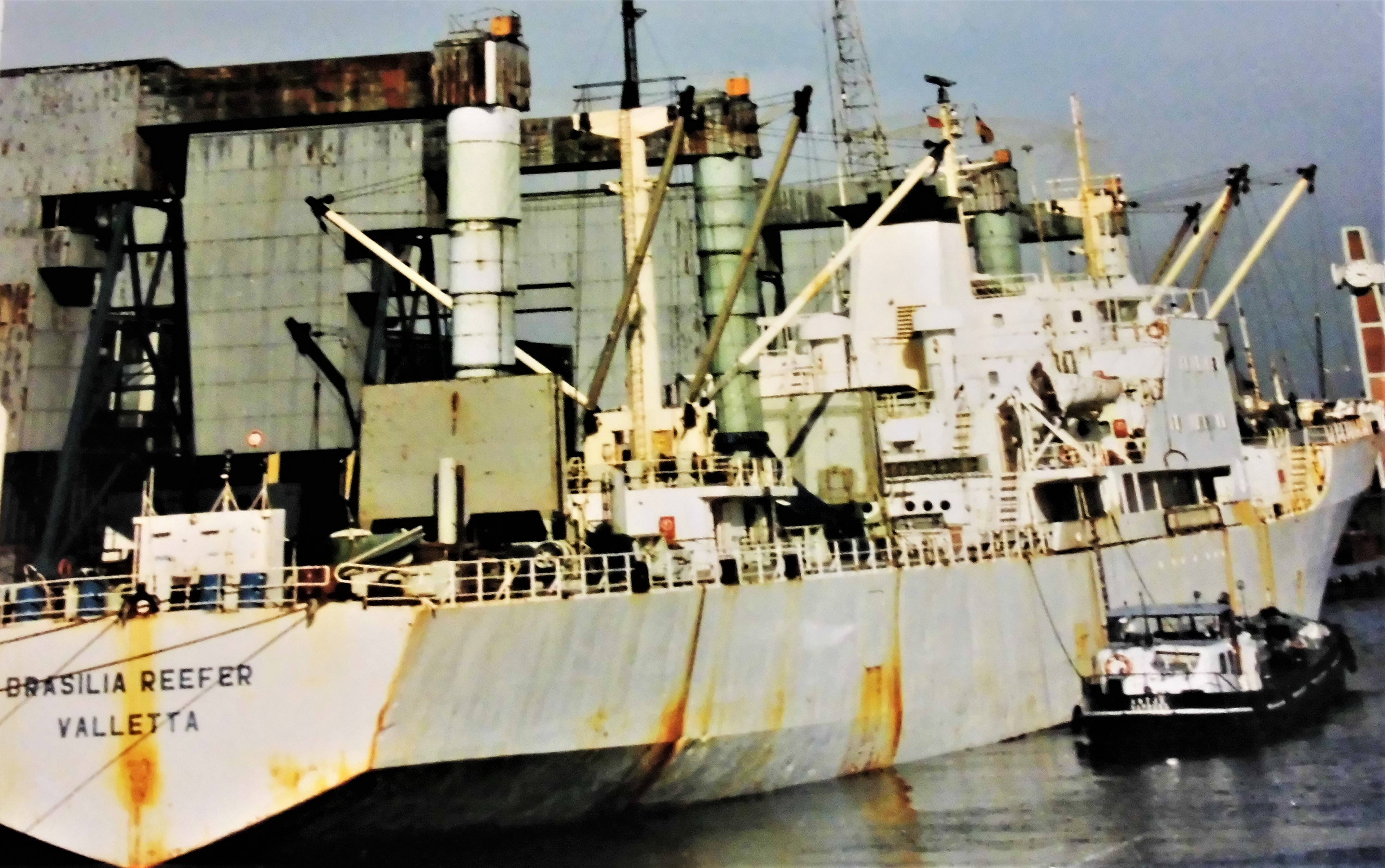
Brasilia Reefer vom Typ Drammen löscht am alten Bananenschuppen

### Kühlschiffe vom Typ Core und Sopercore
Die ersten MFC-Neubauten waren vom Typ Core und wurden von der norwegischen Werft Bergens Mekaniske Verksted aus Bergen für MFC entworfen, konstruiert und ab 1964 abgeliefert. Insgesamt wurden 16 dieser Schiffe bei verschiedenen Werften gebaut, 9 bei Bergens Mekaniske Verksted. Ein Teil davon fuhr bei Frigomaris und Ganeymed zeitweise unter deutscher Flagge. Es waren mit rund 8200 BRT große moderne Kühlschiffe. Der Typ Core bildete die Basis zum Entwurf des größeren Supercore-Typs dieser Werft. Sie hatten eine Vermessung von fast 10.000 BRT und liefen mit rund 16.000 PS Antriebsleistung eine Geschwindigkeit von 22 Knoten.

### Kühlschiffe vom Typ Drammen-Clipper
Die kleineren Kühlschiffe vom Typ Drammen-Clipper oder abgekürzt Typ Clipper wurden von der norwegischen Werft Drammen Slip & Verksted in Drammen für MFC entworfen, konstruiert und kamen ab 1968 zur Ablieferung. Diese Schiffe galten als der weltweit erfolgreichster Kühlschiffsentwurf, insgesamt 43 Schiffe wurden von fünf verschiedenen Bauwerften abgeliefert. Neben norwegischen Werften baute die britische Werft Smith’s Dock Company 6 dieser Kühlschiffe mit einer Drammen-Lizenz für britische Reedereien.